# Anna Iwanowna Anatoljewa
Anna Iwanowna Anatoljewa (russisch Анна Ивановна Анатольева; * 4. November 1926 in Smolensk; † 25. September 1982) war eine sowjetische Geologin.

## Leben
Anatoljewa studierte an der Lomonossow-Universität Moskau in der Geologie-Fakultät bei Alexander Nikolajewitsch Masarowitsch und schloss 1950 ihr Studium mit Auszeichnung ab.
Nach dem Studium arbeitete Anatoljewa in der Geologie-Verwaltung Jenisseistroi des Innenministeriums der UdSSR. Sie gehörte zur Krasnojarsker Expedition. Sie führte geologische Vermessungen durch und erstellte Prognosen für die Suche nach Kupfer-Lagerstätten. Sie untersuchte die Stratigraphie (Geologie) und Lithologie der Devon-Formationen im Süden der Region Krasnojarsk. 1956 verteidigte sie an der Universität Lemberg mit Erfolg ihre Dissertation über die Stratigraphie und einige Probleme der Paläogeographie des Minussinsker Beckens für die Promotion zur Kandidatin der geologisch-mineralogischen Wissenschaften. Darauf wurde sie Mitarbeiterin des von Igor Wladimirowitsch Lutschizki geleiteten Krasnojarsker Verbundlaboratoriums für Geologie und mineralische Rohstoffe. Sie führte Untersuchungen zur Stratigraphie des Altai-Sajan-Gebiets durch.
1962 wechselte Anatoljewa ins Institut für Geologie und Geophysik der Sibirischen Abteilung (SO) der Akademie der Wissenschaften der UdSSR (AN-SSSR) in Nowosibirsk. Anhand der reichlich vorhandenen Daten zu Sibirien, Kasachstan, dem Ural, dem westlichen Ural-Vorland und der Russischen Tafel untersuchte sie die Entstehung und Entwicklung des Rotliegenden. Daraus resultierte ihre Doktor-Dissertation, die sie 1971 mit Erfolg verteidigte für die Promotion zur Doktorin der geologisch-mineralogischen Wissenschaften. 1973 wurde sie Mitglied des Tektonik-Komitees der AN-SSSR.
1979 wurde Anatoljewa wissenschaftliche Senior-Mitarbeiterin des Lithosphäreninstituts der AN-SSSR in Moskau. Sie entwickelte die Pläne für die Untersuchung der Entwicklung der Rotliegend-Ablagerungen der ältesten präkambrischen kontinentalen Landschaften. Sie nahm an internationalen Tagungen in Kanada, Großbritannien, Indien und anderen Ländern teil.
Anatoljewa war die 2. Frau Igor Wladimirowitsch Lutschizkis, den sie immer in seiner Arbeit unterstützte und dessen Werke sie als Erste las und kritisierte. Seine letzte Monografie über die Paläovulkanologie war ihr gewidmet. Ihre Tochter Swetlana Igorewna Lutschizkaja wurde Historikerin.